# Parque Van Vorst
Van Vorst Park es un vecindario del centro histórico de la ciudad de Jersey (condado de Hudson, Nueva Jersey, Estados Unidos), que se ha desarrollado en torno al parque homónimo. El barrio está ubicado al oeste de Paulus Hook y Marin Boulevard, al norte de Grand Street, al este de Turnpike Extension y al sur de The Village y Christopher Columbus Drive. Gran parte de su superficie está incluida en el Distrito Histórico del Parque Van Vorst.
El parque fue una pieza central de Van Vorst, un municipio que existió en el condado de Hudson desde 1841 hasta 1851. Van Vorst se incorporó como municipio mediante una ley de la Legislatura de Nueva Jersey el 12 de abril de 1841, a partir de partes del municipio de Bergen. El 18 de marzo de 1851, Jersey City se anexó el municipio de Van Vorst.
El nombre de Van Vorst proviene de una familia prominente de la zona, que se asentó allí en la década de 1630. El primero de los Van Vorst que se asentó allí ocupó el cargo de superintendente de Pavonia, el asentamiento europeo más antiguo en la orilla oeste del río Hudson, en la provincia de Nueva Holanda. Su granja en Harsimus, además de otras en Communipaw, Paulus Hook, Minakwa y Pamrapo, se incorporaron más tarde a Bergen. Su homónimo y descendiente de octava generación, Cornelius Van Vorst, fue el duodécimo alcalde de Jersey City desde 1860 hasta 1862.
Al igual que Harsimus Cove y Hamilton Park al norte y Bergen-Lafayette al suroeste, el vecindario conserva viviendas adosadas y casas de piedra rojiza del siglo XIX. Aquí se encuentra el Centro Médico de Jersey City, la escuela secundaria James J. Ferris (llamada así por el ciudadano de Jersey City que sentó las bases de la Central Eléctrica Ferroviaria de Hudson y Manhattan, con su firma Stillman, Delehanty and Ferris),y el Old Colony Shopping Plaza. Otros puntos de referencia son la Mansión Barrow y el complejo residencial Dixon Mills.
La Grove Street de la PATH está ubicada cerca al norte y al sur se encuentra la estación de la avenida Jersey (que pertenece a la línea de Tren Ligero Hudson–Bergen).
Van Vorst Park es un parque urbano de dos acres delimitado por Barrow Street al este, Montgomery Street al norte, Jersey Avenue al oeste y York Street al sur. El parque fue renovado en 1999 a un costo de dos millones de dólares, con dinero recaudado por los Amigos de Van Vorst Park.

## Galería

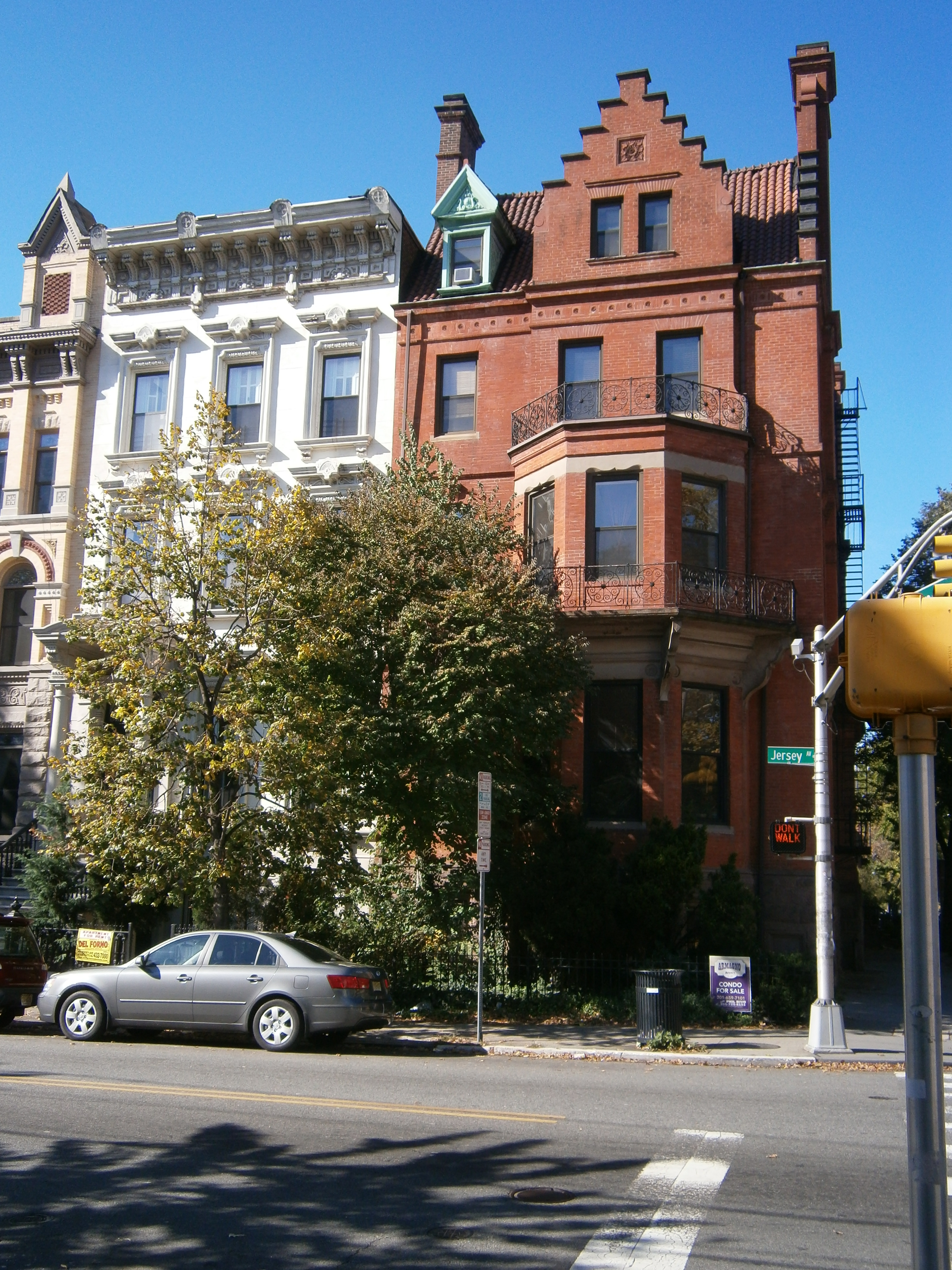
Mansión Heppenheimer
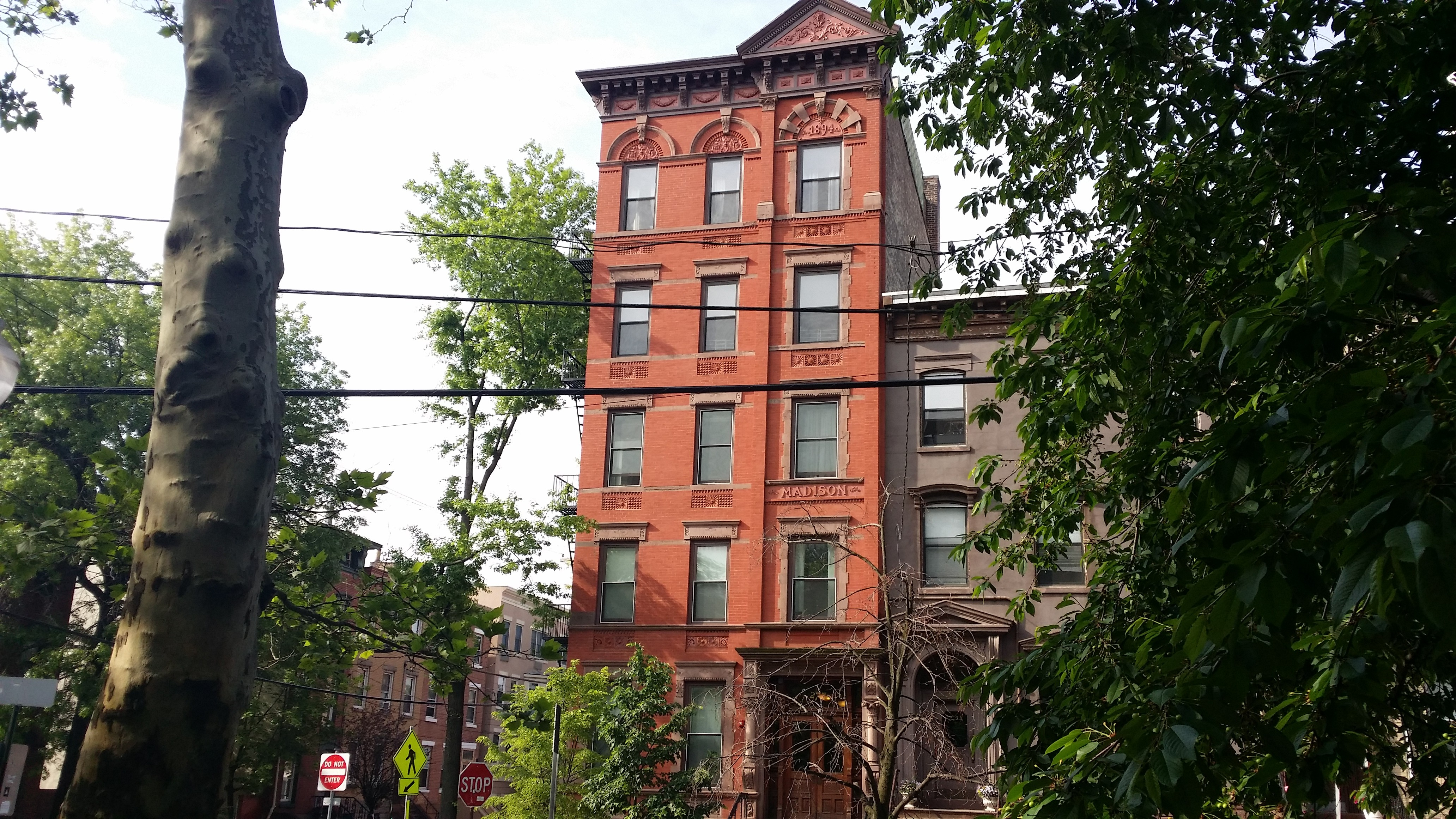
Madison en el parque Van Vorst en York y Barrow
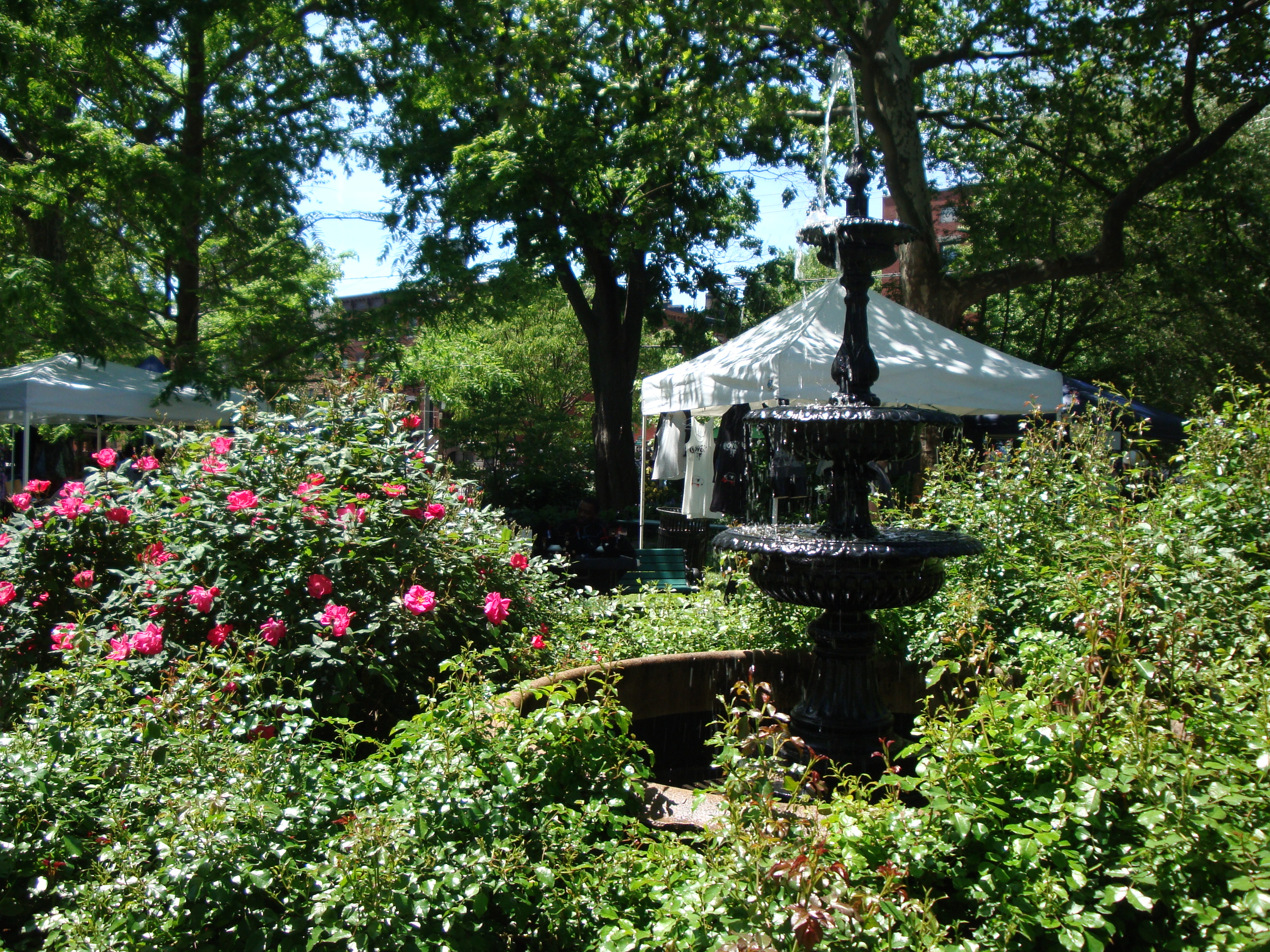
Fuente en el parque Van Vorst
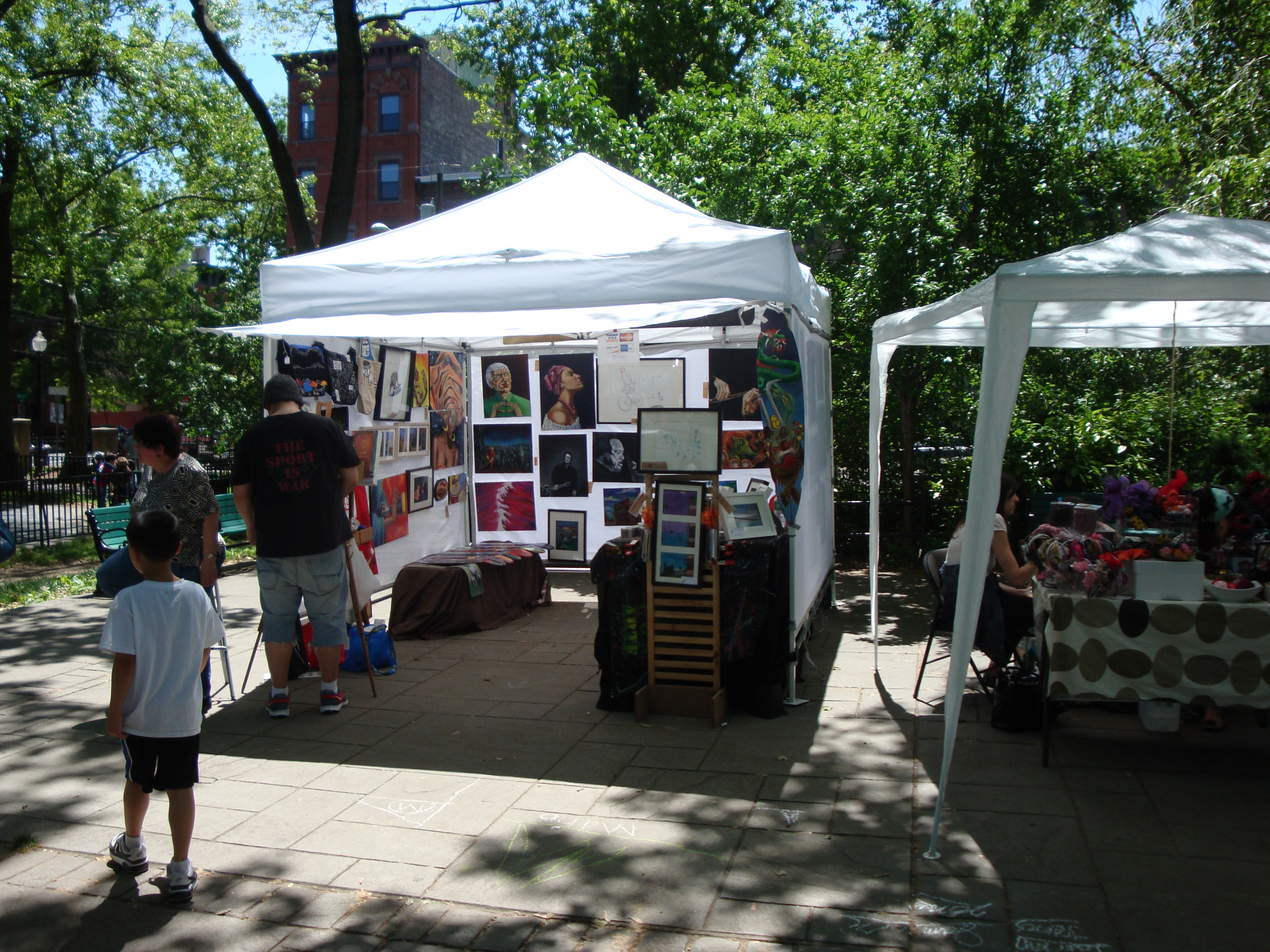
Vendedores en la Feria de Artesanía en Van Vorst Park
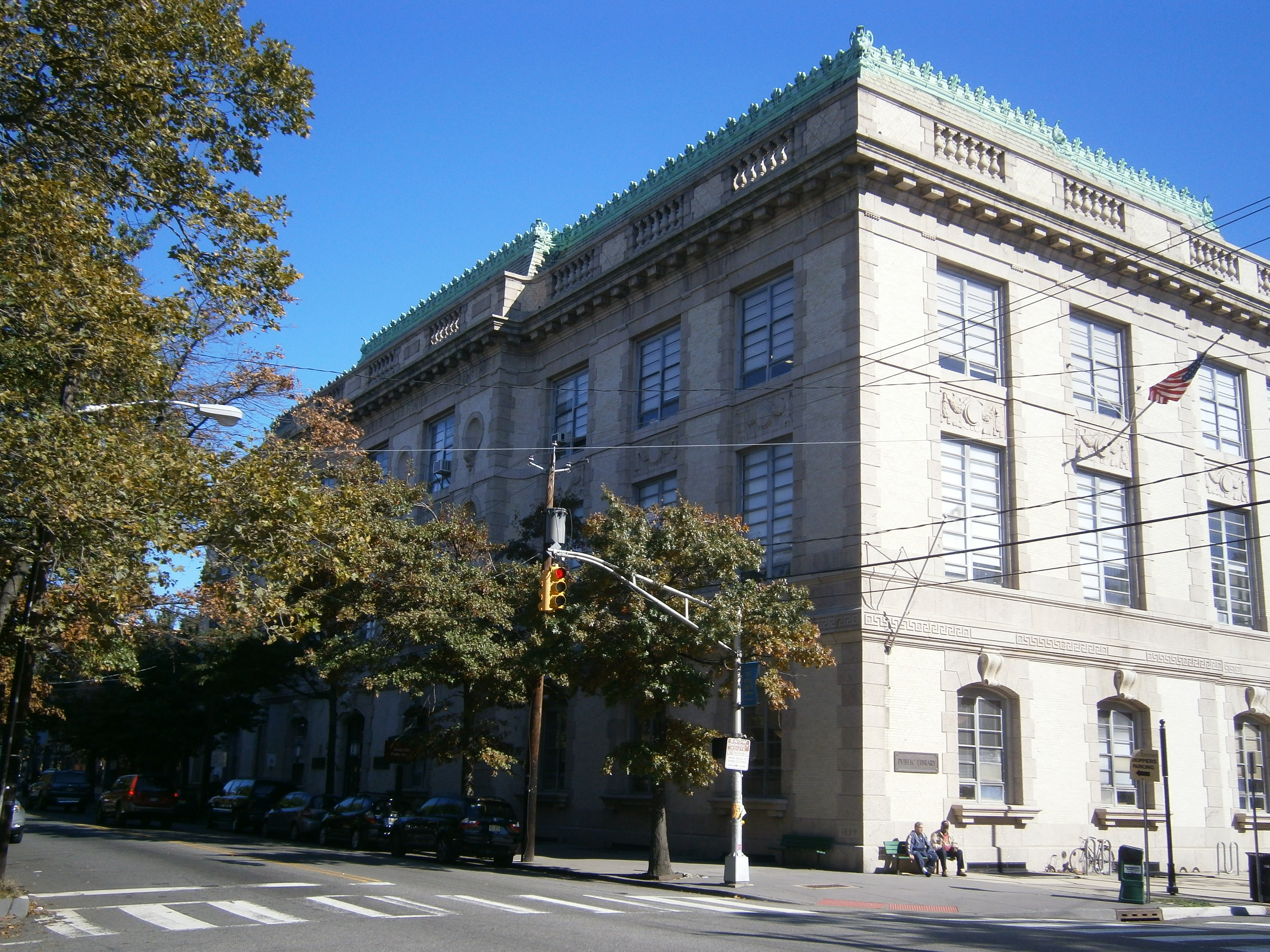
Biblioteca principal de Jersey City